# Romulus (vaisseau de 1812)
Pour les articles homonymes, voir Romulus (homonymie).

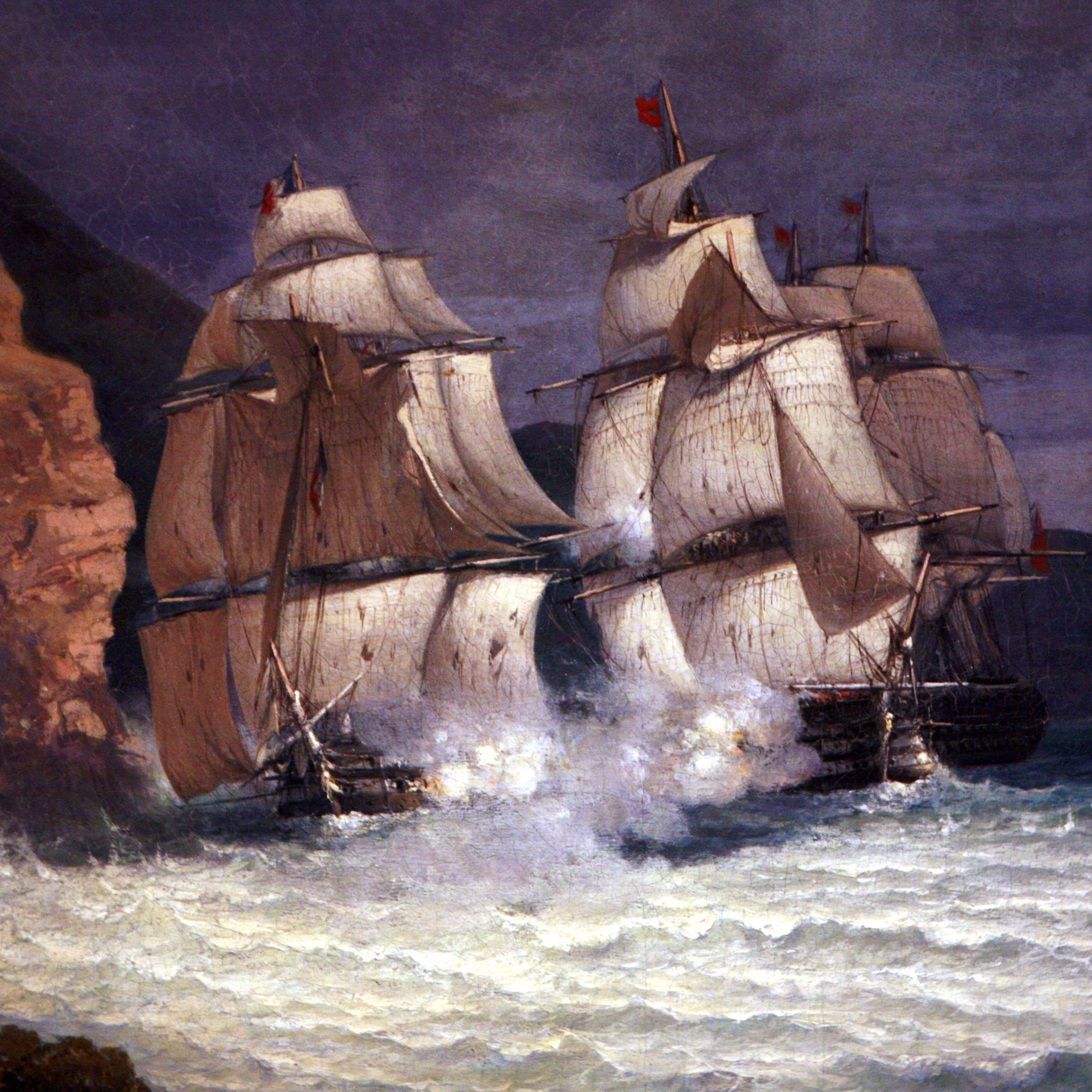
Le Romulus lors de son combat contre le HMS Boyne et le HMS Caledonia peint par Vincent Courdouan (tableau présenté au Salon de Paris de 1848).

Le Romulus était un vaisseau de ligne de 74 canons de la classe Téméraire de la Marine française.
En février 1814, sous le commandement du capitaine Rolland, il navigue de Toulon à Gênes, faisant partie d'une division sous les ordres de Julien Cosmao. Le 13, il est engagé par trois navires de ligne britanniques, notamment le HMS Boyne (en) et le HMS Caledonia, et parvient à s'échapper vers Toulon en naviguant près de la côte pour éviter d'être encerclé.
En 1821, il a été transformé en frégate et rebaptisé Guerrière. Il était commandée par le commandant Jean-Léon Émeric.
Il est finalement démantelé en 1840.
Le poète Jean Aicard a écrit un poème sur les événements du 13 février 1814, qu'il lu lors de la célébration du centième anniversaire du combat.